# Lijst van gemeentelijke monumenten in West Betuwe
De gemeente West Betuwe heeft 316 gemeentelijke monumenten. Hieronder een overzicht. 

## Acquoy
De plaats Acquoy kent 13 gemeentelijke monumenten:
| Object                                   | Bouwjaar   | Architect | Locatie         | Coördinaten                  | Nr.        | Afbeelding                   |
| ---------------------------------------- | ---------- | --------- | --------------- | ---------------------------- | ---------- | ---------------------------- |
| Sluis van de Nieuwe Hollandse Waterlinie | 1875-1900  |           | Langendijk zn   |                              | 1960/WNG01 | Upload foto                  |
| Grenspaal                                | 1700-1800  |           | Lingedijk bij 1 |                              | 1960/WNG02 | Upload foto                  |
| Boerderij                                | 1800-1850  |           | Lingedijk 3     | 51° 53' 0" NB, 5° 8' 23" OL  | 1960/WNG08 | Upload foto                  |
| School De Schakel met woning             | 1875-1900  |           | Lingedijk 60    | 51° 52' 50" NB, 5° 8' 6" OL  | 1960/WNG09 | School De Schakel met woning |
| Boerderij                                | 1800-1850  |           | Lingedijk 68    | 51° 52' 49" NB, 5° 8' 6" OL  | 1960/WNG10 | Boerderij                    |
| Pastorie                                 | 1850-1875  |           | Lingedijk 74    | 51° 52' 48" NB, 5° 8' 8" OL  | 1960/WNG11 | Pastorie                     |
| Boerderij Gasterij-Tapperij Lingezicht   | 1850-1875  |           | Lingedijk 78    | 51° 52' 47" NB, 5° 8' 10" OL | 1960/WNG12 | Meer afbeeldingen            |
| Boerderij                                | 1850-1875  |           | Lingedijk 110   | 51° 52' 41" NB, 5° 8' 15" OL | 1960/WNG03 | Boerderij                    |
| Boerderij                                | 1850-1875  |           | Lingedijk 113   | 51° 52' 35" NB, 5° 8' 12" OL | 1960/WNG04 | Boerderij                    |
| Boerderij                                | 1850-1875  |           | Lingedijk 116   | 51° 52' 39" NB, 5° 8' 14" OL | 1960/WNG05 | Boerderij                    |
| Boerderij                                | circa 1910 |           | Lingedijk 118   | 51° 52' 39" NB, 5° 8' 12" OL | 1960/WNG06 | Boerderij                    |
| Boerderij                                | 1850-1875  |           | Lingedijk 134   | 51° 52' 34" NB, 5° 8' 7" OL  | 1960/WNG07 | Boerderij                    |
| Boerderij                                | 1700-1800  |           | Sonsbrug 60     | 51° 55' 36" NB, 5° 9' 49" OL | 1960/WNG13 | Upload foto                  |

## Asperen
De plaats Asperen kent 16 gemeentelijke monumenten:
| Object                    | Bouwjaar       | Architect | Locatie          | Coördinaten                  | Nr.        | Afbeelding                |
| ------------------------- | -------------- | --------- | ---------------- | ---------------------------- | ---------- | ------------------------- |
| Voormalige boerderij      | kern 18de eeuw |           | Achterstraat 40  | 51° 52' 54" NB, 5° 6' 56" OL | 1960/WNL01 | Meer afbeeldingen         |
| Voormalige boerderij      |                |           | Achterstraat 66  | 51° 52' 50" NB, 5° 7' 0" OL  | 1960/WNL02 | Voormalige boerderij      |
| Voormalige stadsboerderij | circa 1870     |           | Hoge Minstraat 9 | 51° 52' 43" NB, 5° 7' 0" OL  | 1960/WNL03 | Voormalige stadsboerderij |
| Kerkgebouw                | 1892           |           | Middelweg 5      | 51° 52' 54" NB, 5° 6' 51" OL | 1960/WNL04 | Meer afbeeldingen         |
| Voormalige boerderij      | circa 1870     |           | Minstraat 4      | 51° 52' 52" NB, 5° 6' 46" OL | 1960/WNL05 | Voormalige boerderij      |
| Voormalige boerderij      | XIX            |           | Minstraat 13     | 51° 52' 50" NB, 5° 6' 51" OL | 1960/WNL06 | Voormalige boerderij      |
| Boerderij                 | circa 1880     |           | Minstraat 18     | 51° 52' 48" NB, 5° 6' 52" OL | 1960/WNL07 | Boerderij                 |
| Woonhuis                  | 1909           |           | Minstraat 19     | 51° 52' 48" NB, 5° 6' 52" OL | 1960/WNL08 | Woonhuis                  |
| Woonvilla en gemeentehuis | 1893           |           | Raadhuisplein 1  | 51° 52' 57" NB, 5° 6' 42" OL | 1960/WNL09 | Meer afbeeldingen         |
| Woonhuis (bij boerderij)  | XIX;1896       |           | Voorstraat 8     | 51° 52' 50" NB, 5° 6' 45" OL | 1960/WNL10 | Woonhuis (bij boerderij)  |
| Woonhuis                  | XIXB           |           | Voorstraat 20    | 51° 52' 49" NB, 5° 6' 47" OL | 1960/WNL11 | Woonhuis                  |
| Boerderij                 | circa 1880     |           | Voorstraat 32    | 51° 52' 48" NB, 5° 6' 48" OL | 1960/WNL12 | Boerderij                 |
| Boerderij                 | circa 1860     |           | Voorstraat 56    | 51° 52' 43" NB, 5° 6' 54" OL | 1960/WNL13 | Boerderij                 |
| Woonhuis                  | circa 1908     |           | Voorstraat 58    | 51° 52' 43" NB, 5° 6' 54" OL | 1960/WNL14 | Woonhuis                  |
| Boerderij/woonhuis        | circa 1880     |           | Voorstraat 60    | 51° 52' 43" NB, 5° 6' 54" OL | 1960/WNL15 | Boerderij/woonhuis        |
| Woonhuis                  |                |           | Voorstraat 82    | 51° 52' 40" NB, 5° 6' 57" OL | 1960/WNL16 | Woonhuis                  |

## Beesd
De plaats Beesd kent 28 gemeentelijke monumenten, zie de lijst van gemeentelijke monumenten in Beesd

## Buurmalsen
De plaats Buurmalsen kent 16 gemeentelijke monumenten:
| Object                | Bouwjaar   | Architect | Locatie               | Coördinaten                   | Nr.        | Afbeelding            |
| --------------------- | ---------- | --------- | --------------------- | ----------------------------- | ---------- | --------------------- |
| Schuurberg            | circa 1900 |           | Brink 1               | 51° 53' 39" NB, 5° 17' 36" OL | 1960/WNG42 | Schuurberg            |
| Boerderij Uiterdijk   | 1850-1875  |           | Burensedijk 13        | 51° 53' 40" NB, 5° 18' 6" OL  | 1960/WNG43 | Boerderij Uiterdijk   |
| Boerderij             | 1875-1900  |           | Burensedijk 15        | 51° 53' 39" NB, 5° 18' 2" OL  | 1960/WNG44 | Boerderij             |
| Boerderij             | circa 1819 |           | Burensedijk 19        | 51° 53' 35" NB, 5° 17' 49" OL | 1960/WNG45 | Boerderij             |
| Boerderij             | 1888       |           | Burensedijk 36        | 51° 53' 33" NB, 5° 17' 44" OL | 1960/WNG46 | Boerderij             |
| Woonhuis Keizershof   | circa 1910 |           | Groeneweg 2           | 51° 53' 45" NB, 5° 17' 29" OL | 1960/WNG47 | Woonhuis Keizershof   |
| Woonhuis De Lindeboom | circa 1895 |           | Groeneweg 6           | 51° 53' 42" NB, 5° 17' 26" OL | 1960/WNG48 | Woonhuis De Lindeboom |
| Boerderij             | 1900-1920  |           | Haagse Uitweg 3       | 51° 53' 56" NB, 5° 17' 25" OL | 1960/WNG49 | Boerderij             |
| Boerderij             | 1900-1920  |           | Haagse Uitweg 6       | 51° 53' 58" NB, 5° 17' 26" OL | 1960/WNG50 | Boerderij             |
| Boerderij Het Spijk   | circa 1890 |           | Rijksstraatweg 1-3    | 51° 53' 13" NB, 5° 17' 20" OL | 1960/WNG53 | Boerderij Het Spijk   |
| Woonhuis              | circa 1910 |           | Rijksstraatweg 9      | 51° 53' 22" NB, 5° 17' 37" OL | 1960/WNG59 | Woonhuis              |
| Boerderij             | 1900-1920  |           | Rijksstraatweg 15     | 51° 53' 28" NB, 5° 17' 42" OL | 1960/WNG52 | Boerderij             |
| Boerderij             | circa 1885 |           | Rijksstraatweg 21-23b | 51° 53' 32" NB, 5° 17' 41" OL | 1960/WNG54 | Boerderij             |
| Boerderij Kleine Haag | 1850-1875  |           | Rijksstraatweg 51     | 51° 53' 53" NB, 5° 17' 31" OL | 1960/WNG55 | Boerderij Kleine Haag |
| Boerderij De Vooren   | circa 1910 |           | Rijksstraatweg 57     | 51° 54' 9" NB, 5° 17' 30" OL  | 1960/WNG57 | Boerderij De Vooren   |
| Woonhuis Rustoord     | 1875-1900  |           | Rijksstraatweg 62     | 51° 53' 46" NB, 5° 17' 34" OL | 1960/WNG58 | Woonhuis Rustoord     |

## Deil
De plaats Deil kent 14 gemeentelijke monumenten:
| Object                                            | Bouwjaar        | Architect  | Locatie                          | Coördinaten                   | Nr.        | Afbeelding                                        |
| ------------------------------------------------- | --------------- | ---------- | -------------------------------- | ----------------------------- | ---------- | ------------------------------------------------- |
| Boerderij                                         | circa 1890      |            | Benedeneindseweg 10-12           | 51° 53' 13" NB, 5° 14' 18" OL | 1960/WNG60 | Boerderij                                         |
| Boerderij Onder de Linde                          | circa 1900      |            | Benedeneindseweg 14              | 51° 53' 13" NB, 5° 14' 16" OL | 1960/WNG61 | Boerderij Onder de Linde                          |
| Boerderij                                         | 1900-1920       |            | Bulkstraat 52                    | 51° 53' 4" NB, 5° 14' 6" OL   | 1960/WNG62 | Boerderij                                         |
| Woonhuis Bouwlust                                 | 1850-1875       |            | Deilsedijk 17                    | 51° 53' 3" NB, 5° 14' 53" OL  | 1960/WNG63 | Woonhuis Bouwlust                                 |
| School en onderwijzerswoning/kosterij Kerkesteijn | circa 1900      |            | Deilsedijk 27-29                 | 51° 53' 6" NB, 5° 14' 49" OL  | 1960/WNG64 | School en onderwijzerswoning/kosterij Kerkesteijn |
| Voormalig raadhuis                                | 1877            | L. Roelofs | Deilsedijk 42                    | 51° 53' 6" NB, 5° 14' 50" OL  | 1960/WNG65 | Voormalig raadhuis                                |
| Voormalig raadhuis Frissenstein                   | 1880            |            | Deilsedijk 73-75                 | 51° 53' 13" NB, 5° 14' 35" OL | 1960/WNG66 | Upload foto                                       |
| Woonhuis                                          | circa 1905-1910 |            | Krooiweg 13                      | 51° 53' 20" NB, 5° 14' 22" OL | 1960/WNG67 | Woonhuis                                          |
| Hallenhuisboerderijen met dwars voorhuis          | 1888            |            | Krooiweg 27                      | 51° 53' 18" NB, 5° 14' 16" OL | 1960/WNG68 | Hallenhuisboerderijen met dwars voorhuis          |
| Boerderij Luchtenburg                             | 1875-1900       |            | Prins Willem-Alexanderstraat 1   | 51° 52' 55" NB, 5° 14' 53" OL | 1960/WNG69 | Boerderij Luchtenburg                             |
| Trafohuis                                         | 1920-1940       |            | Prins Willem-Alexanderstraat 27a | 51° 53' 6" NB, 5° 14' 38" OL  | 1960/WNG70 | Trafohuis                                         |
| Schuur                                            | 1875-1900       |            | 't Oosteneind 3                  | 51° 52' 53" NB, 5° 15' 35" OL | 1960/WNG71 | Schuur                                            |
| Boerderij                                         | 1875-1900       |            | 't Oosteneind 3                  | 51° 52' 53" NB, 5° 15' 35" OL | 1960/WNG72 | Boerderij                                         |
| Begraafplaats                                     | circa 1880      |            | 't Oosteneind bij 7              | 51° 52' 55" NB, 5° 15' 11" OL | 1960/WNG73 | Begraafplaats                                     |

## Enspijk
De plaats Enspijk kent 12 gemeentelijke monumenten:
| Object                  | Bouwjaar        | Architect | Locatie               | Coördinaten                   | Nr.        | Afbeelding            |
| ----------------------- | --------------- | --------- | --------------------- | ----------------------------- | ---------- | --------------------- |
| Boerderij               | circa 1910-1915 |           | Beemd 16              | 51° 53' 2" NB, 5° 12' 46" OL  | 1960/WNG74 | Boerderij             |
| Schuur                  | circa 1910-1915 |           | Beemd 16a             | 51° 53' 2" NB, 5° 12' 46" OL  | 1960/WNG75 | Schuur                |
| Hallenhuisboerderijen   | circa 1860      |           | Dorpsstraat 9         | 51° 53' 7" NB, 5° 12' 39" OL  | 1960/WNG77 | Hallenhuisboerderijen |
| Schuur                  | 1800-1850       |           | Dorpsstraat 9         | 51° 53' 7" NB, 5° 12' 39" OL  | 1960/WNG76 | Upload foto           |
| Veerhuis                | 1800-1859       |           | Kampsedijk 6          | 51° 53' 9" NB, 5° 12' 48" OL  | 1960/WNG80 | Veerhuis              |
| Dijkhuis                | 1800-1850       |           | Kampsedijk 9          | 51° 53' 9" NB, 5° 12' 35" OL  | 1960/WNG81 | Dijkhuis              |
| Dijkboerderij           | 1800-1850       |           | Kampsedijk 26         | 51° 53' 9" NB, 5° 12' 39" OL  | 1960/WNG78 | Dijkboerderij         |
| Dijkboerderij           | circa 1850      |           | Kampsedijk 28         | 51° 53' 9" NB, 5° 12' 38" OL  | 1960/WNG79 | Dijkboerderij         |
| Boerderij               | 1800-1850       |           | Lepelstraat 5         | 51° 53' 4" NB, 5° 12' 37" OL  | 1960/WNG82 | Boerderij             |
| Hallenhuisboerderij     | 1850-1875       |           | Lepelstraat 9         | 51° 53' 7" NB, 5° 12' 35" OL  | 1960/WNG83 | Hallenhuisboerderij   |
| Begraafplaats           | 1800-1850       |           | Molenkampstraat bij 2 | 51° 52' 60" NB, 5° 12' 46" OL | 1960/WNG84 | Begraafplaats         |
| School en kosterswoning | circa 1870-1880 |           | Molenkampstraat 4-6   | 51° 53' 1" NB, 5° 12' 42" OL  | 1960/WNG85 | Meer afbeeldingen     |

## Est
De plaats Est kent 2 gemeentelijke monumenten:
| Object                       | Bouwjaar | Architect | Locatie           | Coördinaten                  | Nr.        | Afbeelding                   |
| ---------------------------- | -------- | --------- | ----------------- | ---------------------------- | ---------- | ---------------------------- |
| Voorm. school met schoolhuis | 1899     |           | Dorpsstraat 10-12 | 51° 51' 8" NB, 5° 18' 47" OL | 1960/WNN01 | Voorm. school met schoolhuis |
| Hooiberg                     | 1925     |           | Dreef naast 4     | 51° 51' 4" NB, 5° 18' 51" OL | 1960/WNN02 | Hooiberg                     |

## Geldermalsen
De plaats Geldermalsen kent 27 gemeentelijke monumenten, zie de lijst van gemeentelijke monumenten in Geldermalsen.

## Gellicum
De plaats Gellicum kent 9 gemeentelijke monumenten:
| Object                                   | Bouwjaar  | Architect | Locatie         | Coördinaten                  | Nr.        | Afbeelding                               |
| ---------------------------------------- | --------- | --------- | --------------- | ---------------------------- | ---------- | ---------------------------------------- |
| Woonhuis                                 | 1875-1900 |           | Hoogeindseweg 1 | 51° 52' 36" NB, 5° 9' 24" OL | 1960/WN113 | Woonhuis                                 |
| Pastorie                                 | 1875-1900 |           | Kerkweg 4       | 51° 52' 38" NB, 5° 9' 21" OL | 1960/WN114 | Pastorie                                 |
| Brouwerij, sinds 1881 school R.K. school | 1700-1850 |           | Lingedijk 2-4   | 51° 52' 52" NB, 5° 9' 34" OL | 1960/WN117 | Brouwerij, sinds 1881 school R.K. school |
| Boerderij Het Groene Paard               | 1800-1850 |           | Lingedijk 7     | 51° 52' 48" NB, 5° 9' 34" OL | 1960/WN120 | Boerderij Het Groene Paard               |
| Onderwijzerswoning                       | 1850-1875 |           | Lingedijk 17    | 51° 52' 43" NB, 5° 9' 26" OL | 1960/WN116 | Onderwijzerswoning                       |
| Hervormde Kerk                           | 1929      |           | Lingedijk 59-61 | 51° 52' 39" NB, 5° 9' 5" OL  | 1960/WN119 | Meer afbeeldingen                        |
| Woonhuis                                 | 1900-1920 |           | Vlietskant 5    | 51° 52' 39" NB, 5° 9' 16" OL | 1960/WN121 | Woonhuis                                 |
| Woonhuis                                 | 1875-1900 |           | Vlietskant 8    | 51° 52' 38" NB, 5° 9' 17" OL | 1960/WN122 | Woonhuis                                 |
| Boerderij                                | 1875-1900 |           | Vlietskant 9    | 51° 52' 37" NB, 5° 9' 17" OL | 1960/WN123 | Boerderij                                |

## Haaften
De plaats Haaften kent 15 gemeentelijke monumenten:
| Object                  | Bouwjaar | Architect | Locatie                                    | Coördinaten                   | Nr.        | Afbeelding             |
| ----------------------- | -------- | --------- | ------------------------------------------ | ----------------------------- | ---------- | ---------------------- |
| Boerderij (woonhuis)    | 1908     |           | Dreef 1                                    | 51° 48' 51" NB, 5° 12' 47" OL | 1960/WNN03 | Meer afbeeldingen      |
| Grafhuisje              | 1900     |           | Engelenhof                                 | 51° 49' 11" NB, 5° 12' 50" OL | 1960/WNN04 | Grafhuisje             |
| Boerderij (woonhuis)    | 1866     |           | Herenstraat 1                              | 51° 48' 43" NB, 5° 12' 41" OL | 1960/WNN05 | Meer afbeeldingen      |
| Boerderij (woonhuis)    | 1866     |           | Herenstraat 4                              | 51° 48' 44" NB, 5° 12' 42" OL | 1960/WNN06 | Boerderij (woonhuis)   |
| Boerderij (woonhuis)    | 1866     |           | Herenstraat 7                              | 51° 48' 45" NB, 5° 12' 41" OL | 1960/WNN07 | Meer afbeeldingen      |
| Grenspaal Haaften/Tuil  | 1900     |           | Hertog Karelweg/Waalbandijk                | 51° 49' 14" NB, 5° 13' 28" OL | 1960/WNN08 | Grenspaal Haaften/Tuil |
| Voormalig gemeentehuis  | 1888     |           | Koningsstraat 15                           | 51° 48' 47" NB, 5° 12' 45" OL | 1960/WNN09 | Voormalig gemeentehuis |
| Muziektent & dorpspomp  | 1888     |           | Molenstraat bij 44                         | 51° 48' 50" NB, 5° 12' 47" OL | 1960/WNN10 | Muziektent & dorpspomp |
| Voormalige boerderij    | 1875     |           | Vrouwestraat 2-6 (voorheen Molenstraat 54) | 51° 48' 47" NB, 5° 12' 50" OL | 1960/WNN11 | Meer afbeeldingen      |
| V.m burgemeesterswoning | 1875     |           | Vrouwestraat 8 (voorheen Steenweg 5)       | 51° 48' 46" NB, 5° 12' 50" OL | 1960/WNN12 | Meer afbeeldingen      |
| Pastorie                | 1953     |           | Waalbandijk 289                            | 51° 48' 44" NB, 5° 12' 49" OL | 1960/WNN13 | Meer afbeeldingen      |
| Gevelgedenksteen        | 1862     |           | Waalbandijk 293                            | 51° 48' 45" NB, 5° 12' 53" OL | 1960/WNN14 | Gevelgedenksteen       |
| Woonhuis                | 1866     |           | Waalbandijk 295                            | 51° 48' 46" NB, 5° 12' 53" OL | 1960/WNN15 | Meer afbeeldingen      |
| Gemaal met sluisje      | 1870     |           | Waalbandijk nabij 115                      | 51° 49' 22" NB, 5° 14' 51" OL | 1960/WNN16 | Upload foto            |
| Grafzerk bij N.H. kerk  | 1608     |           | Waalbandijk bij 291                        | 51° 48' 44" NB, 5° 12' 52" OL | 1960/WNN92 | Meer afbeeldingen      |

## Heesselt
De plaats Heesselt kent 10 gemeentelijke monumenten:
| Object                        | Bouwjaar | Architect | Locatie        | Coördinaten                   | Nr.        | Afbeelding                    |
| ----------------------------- | -------- | --------- | -------------- | ----------------------------- | ---------- | ----------------------------- |
| Agrarisch bedrijfswoning      | 1926     |           | Gerestraat 3-5 | 51° 49' 6" NB, 5° 21' 23" OL  | 1960/WNN17 | Agrarisch bedrijfswoning      |
| Schoolpleinmuur               | 1877     |           | Kerklaan bij 4 | 51° 48' 48" NB, 5° 20' 47" OL | 1960/WNN18 | Upload foto                   |
| Schoolhuis                    | 1880     |           | Kerklaan 4     | 51° 48' 48" NB, 5° 20' 47" OL | 1960/WNN19 | Schoolhuis                    |
| Corsobank                     | 1964     |           | Kerklaan bij 4 | 51° 48' 48" NB, 5° 20' 47" OL | 1960/WNN20 | Corsobank                     |
| Kerkhofmuur                   | 1887     |           | Kerklaan 6     | 51° 48' 46" NB, 5° 20' 48" OL | 1960/WNN21 | Kerkhofmuur                   |
| Dienstwoning steenfabriek     | 1880     |           | Waalbandijk 1  | 51° 48' 47" NB, 5° 20' 35" OL | 1960/WNN22 | Dienstwoning steenfabriek     |
| Dienstwoning steenfabriek     | 1880     |           | Waalbandijk 3  | 51° 48' 48" NB, 5° 20' 35" OL | 1960/WNN23 | Dienstwoning steenfabriek     |
| Dienstwoning steenfabriek     | 1880     |           | Waalbandijk 5  | 51° 48' 48" NB, 5° 20' 35" OL | 1960/WNN24 | Dienstwoning steenfabriek     |
| Dienstwoning Steenfabriek     | 1880     |           | Waalbandijk 7  | 51° 48' 48" NB, 5° 20' 35" OL | 1960/WNN25 | Dienstwoning Steenfabriek     |
| Opzichterswoning steenfabriek | 1890     |           | Waalbandijk 78 | 51° 48' 46" NB, 5° 20' 42" OL | 1960/WNN26 | Opzichterswoning steenfabriek |

## Hellouw
De plaats Hellouw kent 10 gemeentelijke monumenten:
| Object                    | Bouwjaar | Architect | Locatie                | Coördinaten                   | Nr.        | Afbeelding                |
| ------------------------- | -------- | --------- | ---------------------- | ----------------------------- | ---------- | ------------------------- |
| Agrarische bedrijfswoning | 1899     |           | Korfgraaf 29           | 51° 49' 36" NB, 5° 11' 10" OL | 1960/WNN27 | Agrarische bedrijfswoning |
| Boerderij (woonhuis)      | 1878     |           | Korfgraaf 33           | 51° 49' 36" NB, 5° 11' 14" OL | 1960/WNN28 | Boerderij (woonhuis)      |
| Boerderij (woning)        | 1907     |           | Korfgraaf 36           | 51° 49' 37" NB, 5° 10' 58" OL | 1960/WNN29 | Boerderij (woning)        |
| Woning                    | 1920     |           | Waalbandijk 33         | 51° 49' 11" NB, 5° 10' 8" OL  | 1960/WNN30 | Woning                    |
| Boerderij                 | 1895     |           | Waalbandijk 31         | 51° 49' 12" NB, 5° 10' 7" OL  | 1960/WNN31 | Boerderij                 |
| Voormalige pastorie       | 1870     |           | Waalbandijk 57         | 51° 49' 12" NB, 5° 10' 14" OL | 1960/WNN32 | Meer afbeeldingen         |
| Hooiberg                  | 1927     |           | Waalbandijk achter 119 | 51° 49' 31" NB, 5° 10' 44" OL | 1960/WNN33 | Hooiberg                  |
| Boerderij (woonhuis)      | 1901     |           | Waalbandijk 127        | 51° 49' 33" NB, 5° 10' 51" OL | 1960/WNN34 | Upload foto               |
| Boerderij (woning)        | 1880     |           | Waalbandijk 135        | 51° 49' 33" NB, 5° 10' 60" OL | 1960/WNN35 | Boerderij (woning)        |
| Zomerhuis molenaar        | 1939     |           | Zeek bij 6             | 51° 50' 50" NB, 5° 9' 16" OL  | 1960/WNN36 | Meer afbeeldingen         |

## Herwijnen
De plaats Herwijnen kent 11 gemeentelijke monumenten:
| Object                                                      | Bouwjaar            | Architect | Locatie          | Coördinaten                  | Nr.        | Afbeelding                                                  |
| ----------------------------------------------------------- | ------------------- | --------- | ---------------- | ---------------------------- | ---------- | ----------------------------------------------------------- |
| Trafohuisje                                                 |                     |           | Achterweg 1      | 51° 49' 23" NB, 5° 7' 23" OL | 1960/WNL17 | Trafohuisje                                                 |
| Voormalige boerderij                                        | circa 1910          |           | Achterweg 11     | 51° 49' 30" NB, 5° 7' 34" OL | 1960/WNL18 | Voormalige boerderij                                        |
| Voormalige boerderij                                        | circa 1903          |           | Achterweg 61     | 51° 49' 28" NB, 5° 8' 31" OL | 1960/WNL19 | Voormalige boerderij                                        |
| Voormalige boerderij                                        | XVIII;XIX           |           | Achterweg 64     | 51° 49' 23" NB, 5° 8' 46" OL | 1960/WNL21 | Voormalige boerderij                                        |
| Boerderij                                                   | XIX                 |           | Achterweg 68     | 51° 49' 20" NB, 5° 8' 52" OL | 1960/WNL22 | Boerderij                                                   |
| Voormalige directeurswoning met Neoclassicistisch elementen | circa 1870          |           | Waaldijk 20      | 51° 49' 31" NB, 5° 7' 12" OL | 1960/WNL23 | Voormalige directeurswoning met Neoclassicistisch elementen |
| Deels voormalig postkantoor                                 | XIX                 |           | Waaldijk 66      | 51° 49' 7" NB, 5° 7' 58" OL  | 1960/WNL24 | Deels voormalig postkantoor                                 |
| Voormalige boerderij                                        | XIXB                |           | Waaldijk 67      | 51° 49' 23" NB, 5° 7' 19" OL | 1960/WNL25 | Voormalige boerderij                                        |
| Voormalige boerderij                                        | 2de helft 19de eeuw |           | Waaldijk 69      | 51° 49' 23" NB, 5° 7' 20" OL | 1960/WNL26 | Voormalige boerderij                                        |
| Toegangshek                                                 | XIX                 |           | Waaldijk t.o. 94 | 51° 49' 13" NB, 5° 8' 14" OL | 1960/WNL27 | Toegangshek                                                 |
| Sluis met brug                                              |                     |           | nabij Zeek 6     | 51° 50' 49" NB, 5° 9' 14" OL | 1960/WNL28 | Meer afbeeldingen                                           |

## Heukelum
De plaats Heukelum kent 9 gemeentelijke monumenten:
| Object                         | Bouwjaar   | Architect | Locatie           | Coördinaten                  | Nr.        | Afbeelding                     |
| ------------------------------ | ---------- | --------- | ----------------- | ---------------------------- | ---------- | ------------------------------ |
| Voormalige wagenschuur         | XIXd       |           | Appeldijk 18      | 51° 52' 21" NB, 5° 3' 29" OL | 1960/WNL29 | Voormalige wagenschuur         |
| Arbeiderswoning                | circa 1900 |           | Gasthuisstraat 3  | 51° 52' 27" NB, 5° 4' 41" OL | 1960/WNL30 | Arbeiderswoning                |
| Arbeiderswoning                |            |           | Gasthuisstraat 5  | 51° 52' 27" NB, 5° 4' 41" OL | 1960/WNL31 | Arbeiderswoning                |
| Arbeiderswoning                |            |           | Gasthuisstraat 7  | 51° 52' 27" NB, 5° 4' 41" OL | 1960/WNL32 | Arbeiderswoning                |
| Schoolmeesterswoning           |            |           | Gasthuisstraat 23 | 51° 52' 27" NB, 5° 4' 37" OL | 1960/WNL33 | Schoolmeesterswoning           |
| Schoolmeesterswoning           | 1912       |           | Gasthuisstraat 25 | 51° 52' 27" NB, 5° 4' 37" OL | 1960/WNL34 | Schoolmeesterswoning           |
| Voormalige burgemeesterswoning | circa 1900 |           | Gasthuisstraat 28 | 51° 52' 26" NB, 5° 4' 34" OL | 1960/WNL35 | Voormalige burgemeesterswoning |
| Voormalig schoolgebouw         | 1912       |           | Torenstraat 8-10  | 51° 52' 26" NB, 5° 4' 38" OL | 1960/WNL36 | Voormalig schoolgebouw         |
| Rentmeestershuis               |            |           | Torenstraat 13    | 51° 52' 25" NB, 5° 4' 39" OL | 1960/WNL37 | Rentmeestershuis               |

## Meteren
De plaats Meteren kent 26 gemeentelijke monumenten, zie de Lijst van gemeentelijke monumenten in Meteren.

## Neerijnen
De plaats Neerijnen kent 10 gemeentelijke monumenten:
| Object                        | Bouwjaar | Architect | Locatie              | Coördinaten                   | Nr.        | Afbeelding                    |
| ----------------------------- | -------- | --------- | -------------------- | ----------------------------- | ---------- | ----------------------------- |
| Boerderij (woonhuis)          | 1913     |           | A.H. de Kockstraat 4 | 51° 50' 31" NB, 5° 16' 26" OL | 1960/WNN37 | Upload foto                   |
| Hooiberg (1925)               | 1973     |           | Achterstraat 10      | 51° 49' 48" NB, 5° 16' 50" OL | 1960/WNN38 | Hooiberg (1925)               |
| Boerderij                     | 1890     |           | Diepersestraat 5     | 51° 51' 9" NB, 5° 18' 21" OL  | 1960/WNN39 | Boerderij                     |
| Boerderij (woonhuis)          | 1875     |           | Repelsestraat 6      | 51° 50' 7" NB, 5° 17' 19" OL  | 1960/WNN40 | Boerderij (woonhuis)          |
| Voormalige dienstwoning kast. | 1930     |           | Van Pallandtweg 5    | 51° 50' 4" NB, 5° 16' 36" OL  | 1960/WNN41 | Voormalige dienstwoning kast. |
| Boerderij (woonhuis)          | 1920     |           | Van Pallandtweg 21   | 51° 50' 4" NB, 5° 17' 18" OL  | 1960/WNN42 | Boerderij (woonhuis)          |
| Brandspuithuisje              | 1875     |           | Voorstraat naast 7   | 51° 49' 46" NB, 5° 16' 46" OL | 1960/WNN43 | Brandspuithuisje              |
| Voormalige brouwerswoning     | 1880     |           | Waalbandijk 17       | 51° 49' 46" NB, 5° 16' 45" OL | 1960/WNN44 | Voormalige brouwerswoning     |
| Boerderij (woonhuis)          | 1875     |           | Waalbandijk 33       | 51° 49' 55" NB, 5° 17' 10" OL | 1960/WNN45 | Boerderij (woonhuis)          |
| Boerderij (woonhuis)          | 1875     |           | Zwarte Kade 1        | 51° 50' 25" NB, 5° 17' 49" OL | 1960/WNN46 | Boerderij (woonhuis)          |

## Ophemert
De plaats Ophemert kent 6 gemeentelijke monumenten:
| Object                     | Bouwjaar | Architect | Locatie           | Coördinaten                   | Nr.        | Afbeelding                 |
| -------------------------- | -------- | --------- | ----------------- | ----------------------------- | ---------- | -------------------------- |
| Begraafplaats              | 1915     |           | Hermoessestraat   | 51° 51' 11" NB, 5° 23' 48" OL | 1960/WNN49 | Meer afbeeldingen          |
| Boerderij (woonhuis)       | 1875     |           | Kapelstraat 56    | 51° 51' 17" NB, 5° 22' 31" OL | 1960/WNN50 | Boerderij (woonhuis)       |
| Boerderij                  | 1870     |           | Kapelstraat 60    | 51° 51' 30" NB, 5° 22' 14" OL | 1960/WNN51 | Boerderij                  |
| Boerderij                  | 1885     |           | Pippertsestraat 3 | 51° 51' 4" NB, 5° 23' 13" OL  | 1960/WNN52 | Boerderij                  |
| Gevelgedenksteen           | 1864     |           | Weverstraat 3     | 51° 50' 45" NB, 5° 23' 25" OL | 1960/WNN48 | Gevelgedenksteen           |
| Voorm. Burgemeesterswoning | 1913     |           | Weverstraat 28    | 51° 50' 42" NB, 5° 23' 12" OL | 1960/WNN53 | Voorm. Burgemeesterswoning |

## Opijnen
De plaats Opijnen kent 11 gemeentelijke monumenten:
| Object                    | Bouwjaar | Architect | Locatie             | Coördinaten                   | Nr.        | Afbeelding                |
| ------------------------- | -------- | --------- | ------------------- | ----------------------------- | ---------- | ------------------------- |
| Boerderij (woonhuis)      | 1880     |           | Oude Zandstraat 2   | 51° 49' 41" NB, 5° 18' 6" OL  | 1960/WNN55 | Boerderij (woonhuis)      |
| Voormalig gemeentehuis    | 1910     |           | Repensestraat 7     | 51° 49' 44" NB, 5° 17' 57" OL | 1960/WNN56 | Voormalig gemeentehuis    |
| Voormalige school         | 1910     |           | Stoepstraat 1       | 51° 49' 41" NB, 5° 18' 1" OL  | 1960/WNN57 | Voormalige school         |
| Baarhuisje begraafplaats  | 1875     |           | Stoepstraat naast 2 | 51° 49' 40" NB, 5° 18' 2" OL  | 1960/WNN58 | Baarhuisje begraafplaats  |
| Dienstwoning steenfabriek | 1915     |           | Waaldijk 19         | 51° 49' 34" NB, 5° 17' 47" OL | 1960/WNN59 | Dienstwoning steenfabriek |
| Dienstwoning steenfabriek | 1915     |           | Waaldijk 20         | 51° 49' 34" NB, 5° 17' 50" OL | 1960/WNN60 | Dienstwoning steenfabriek |
| Boerderij (woonhuis)      | 1890     |           | Zandstraat 9        | 51° 49' 42" NB, 5° 18' 13" OL | 1960/WNN61 | Boerderij (woonhuis)      |
| Boerderij (woonhuis)      | 1870     |           | Zandstraat 33       | 51° 49' 48" NB, 5° 18' 35" OL | 1960/WNN54 | Boerderij (woonhuis)      |
| Hooiberg                  | 1920     |           | Zandstraat bij 44   | 51° 49' 50" NB, 5° 18' 50" OL | 1960/WNN62 | Meer afbeeldingen         |
| Boerderij                 | 1910     |           | Zandstraat 53       | 51° 49' 49" NB, 5° 19' 6" OL  | 1960/WNN63 | Boerderij                 |
| Boerderij (woonhuis)      | 1890     |           | Zandstraat 60       | 51° 49' 48" NB, 5° 19' 14" OL | 1960/WNN64 | Meer afbeeldingen         |

## Rhenoy
De plaats Rhenoy kent 8 gemeentelijke monumenten:
| Object                   | Bouwjaar  | Architect | Locatie        | Coördinaten                  | Nr.        | Afbeelding               |
| ------------------------ | --------- | --------- | -------------- | ---------------------------- | ---------- | ------------------------ |
| Boerderij                | 1850-1875 |           | Dorpsstraat 17 | 51° 53' 10" NB, 5° 9' 13" OL | 1960/WN153 | Meer afbeeldingen        |
| Pastorie                 | 1875-1900 |           | Dorpsstraat 39 | 51° 52' 58" NB, 5° 9' 18" OL | 1960/WN154 | Pastorie                 |
| Boerderij                | 1900-1920 |           | Dorpsstraat 48 | 51° 52' 56" NB, 5° 9' 14" OL | 1960/WN156 | Boerderij                |
| Vloedschuur              | 1875-1900 |           | Dorpsstraat 48 | 51° 52' 56" NB, 5° 9' 14" OL | 1960/WN155 | Vloedschuur              |
| Boerderij Land van Herve | 1875-1900 |           | Dorpsstraat 50 | 51° 52' 55" NB, 5° 9' 14" OL | 1960/WN157 | Boerderij Land van Herve |
| Pakhuis t Pakhuis        | 1900-1920 |           | Lingedijk 78   | 51° 52' 60" NB, 5° 9' 21" OL | 1960/WN159 | Upload foto              |
| T-boerderij              | 1800-1850 |           | Lingedijk 85   | 51° 52' 56" NB, 5° 9' 22" OL | 1960/WN160 | T-boerderij              |
| Boerderij                | 1800-1850 |           | Lingedijk 102  | 51° 52' 54" NB, 5° 9' 17" OL | 1960/WN158 | Boerderij                |

## Rumpt
De plaats Rumpt kent 18 gemeentelijke monumenten:
| Object                                                   | Bouwjaar   | Architect | Locatie         | Coördinaten                   | Nr.        | Afbeelding                                               |
| -------------------------------------------------------- | ---------- | --------- | --------------- | ----------------------------- | ---------- | -------------------------------------------------------- |
| Boerderij                                                | circa 1850 |           | Achterweg 2-2a  | 51° 52' 48" NB, 5° 10' 55" OL | 1960/WN162 | Meer afbeeldingen                                        |
| Woonhuis Kastanjehof                                     | 1883       |           | Achterweg 23    | 51° 52' 59" NB, 5° 10' 35" OL | 1960/WN161 | Upload foto                                              |
| Villa De Hucht, met jugendstil- en chaletstijl-elementen | 1904       |           | Dorpsdijk 2     | 51° 52' 52" NB, 5° 11' 3" OL  | 1960/WN168 | Villa De Hucht, met jugendstil- en chaletstijl-elementen |
| Boerderij                                                | 1900-1920  |           | Dorpsdijk 6     | 51° 52' 54" NB, 5° 10' 60" OL | 1960/WN172 | Boerderij                                                |
| Schuur                                                   | 1900-1920  |           | Dorpsdijk 7     | 51° 52' 55" NB, 5° 10' 59" OL | 1960/WN173 | Schuur                                                   |
| Boerderij Millenhof                                      | circa 1880 |           | Dorpsdijk 8     | 51° 52' 55" NB, 5° 10' 58" OL | 1960/WN174 | Boerderij Millenhof                                      |
| Boerderij                                                | 1850-1875  |           | Dorpsdijk 10    | 51° 52' 57" NB, 5° 10' 56" OL | 1960/WN164 | Boerderij                                                |
| Onderwijzerswoning                                       | 1862       |           | Dorpsdijk 22    | 51° 53' 0" NB, 5° 10' 50" OL  | 1960/WN165 | Onderwijzerswoning                                       |
| Boerderij                                                | circa 1890 |           | Dorpsdijk 25    | 51° 53' 1" NB, 5° 10' 49" OL  | 1960/WN166 | Boerderij                                                |
| Boerderij                                                | 1875-1900  |           | Dorpsdijk 26    | 51° 53' 1" NB, 5° 10' 48" OL  | 1960/WN167 | Boerderij                                                |
| Boerderij                                                | 1800-1850  |           | Dorpsdijk 43    | 51° 53' 8" NB, 5° 10' 39" OL  | 1960/WN169 | Boerderij                                                |
| Boerderij Elisabeth Hoeve                                | 1700-1800  |           | Dorpsdijk 44    | 51° 53' 9" NB, 5° 10' 38" OL  | 1960/WN170 | Boerderij Elisabeth Hoeve                                |
| Boerderij Tielemanshof                                   | 1700-1800  |           | Dorpsdijk 61    | 51° 53' 18" NB, 5° 10' 27" OL | 1960/WN171 | Boerderij Tielemanshof                                   |
| Boerderij                                                | 1700-1800  |           | Middenstraat 17 | 51° 52' 56" NB, 5° 10' 48" OL | 1960/WN175 | Boerderij                                                |
| Boerderij                                                | 1850-1875  |           | Middenstraat 31 | 51° 52' 59" NB, 5° 10' 45" OL | 1960/WN177 | Boerderij                                                |
| Boerderij                                                | circa 1885 |           | Middenstraat 41 | 51° 53' 3" NB, 5° 10' 41" OL  | 1960/WN178 | Boerderij                                                |
| Woonhuis Het Groene Woud                                 | 1902       |           | Middenstraat 55 | 51° 53' 10" NB, 5° 10' 33" OL | 1960/WN179 | Upload foto                                              |
| Woonhuis Domus Pacis                                     | 1850-1875  |           | Raadsteeg 8     | 51° 53' 22" NB, 5° 10' 19" OL | 1960/WN180 | Woonhuis Domus Pacis                                     |

## Spijk
De plaats Spijk kent 5 gemeentelijke monumenten:
| Object                                           | Bouwjaar           | Architect | Locatie                        | Coördinaten                  | Nr.        | Afbeelding        |
| ------------------------------------------------ | ------------------ | --------- | ------------------------------ | ---------------------------- | ---------- | ----------------- |
| Drie veestallen                                  |                    |           | Spijkse Kweldijk               | 51° 51' 24" NB, 5° 1' 19" OL | 1960/WNL38 | Upload foto       |
| Weeghuisje                                       |                    |           | Zuiderlingedijk 8 t.o. nr. 103 | 51° 51' 30" NB, 5° 1' 44" OL | 1960/WNL39 | Meer afbeeldingen |
| Voormalige opslag polder Spijk, daarna vrieshuis |                    |           | Zuiderlingedijk bij nr. 177    | 51° 51' 26" NB, 5° 0' 51" OL | 1960/WNL40 | Meer afbeeldingen |
| Gemaal                                           | 1913               |           | Zuiderlingedijk 233            | 51° 51' 3" NB, 4° 59' 58" OL | 1960/WNL41 | Meer afbeeldingen |
| Sluiscomplex                                     | 2e helft 19de eeuw |           | Zuiderlingedijk 233            | 51° 51' 3" NB, 4° 59' 58" OL | 1960/WNL42 | Meer afbeeldingen |

## Tricht
De plaats Tricht kent 11 gemeentelijke monumenten:
| Object                 | Bouwjaar   | Architect | Locatie                        | Coördinaten                   | Nr.        | Afbeelding             |
| ---------------------- | ---------- | --------- | ------------------------------ | ----------------------------- | ---------- | ---------------------- |
| Krukhuisboerderij      | 1850-1875  |           | Bulkstraat 1                   | 51° 53' 22" NB, 5° 15' 56" OL | 1960/WN181 | Upload foto            |
| Boerderij              | 1800-1850  |           | Dr. Van Der Willigenstraat 1-3 | 51° 53' 22" NB, 5° 16' 19" OL | 1960/WN182 | Boerderij              |
| Voormalig gemeentehuis | circa 1880 |           | Kerkstraat 2                   | 51° 53' 19" NB, 5° 16' 13" OL | 1960/WN184 | Voormalig gemeentehuis |
| Pastorie               | 1800-1850  |           | Kerkstraat 11                  | 51° 53' 22" NB, 5° 16' 11" OL | 1960/WN183 | Pastorie               |
| Boerderij              | circa 1870 |           | Lingedijk 55-57                | 51° 53' 16" NB, 5° 16' 2" OL  | 1960/WN187 | Boerderij              |
| Woonhuis Het Hof       | circa 1910 |           | Lingedijk 80                   | 51° 53' 25" NB, 5° 16' 24" OL | 1960/WN188 | Woonhuis Het Hof       |
| Boerderij              | 1850-1875  |           | Lingedijk 90                   | 51° 53' 22" NB, 5° 16' 18" OL | 1960/WN189 | Boerderij              |
| Boerderij              | 1850-1875  |           | Lingedijk 158-160              | 51° 53' 11" NB, 5° 15' 52" OL | 1960/WN185 | Boerderij              |
| Schuur                 | 1850-1875  |           | Lingedijk 160a                 | 51° 53' 11" NB, 5° 15' 52" OL | 1960/WN186 | Schuur                 |
| Boerderij Arkelshoef   | 1875-1900  |           | Meersteeg 51                   | 51° 54' 4" NB, 5° 16' 56" OL  | 1960/WN190 | Boerderij Arkelshoef   |
| Boerderij Reigersvoort | 1800-1850  |           | Meersteeg 53                   | 51° 54' 8" NB, 5° 17' 6" OL   | 1960/WN191 | Boerderij Reigersvoort |

## Tuil
De plaats Tuil kent 5 gemeentelijke monumenten:
| Object                  | Bouwjaar | Architect | Locatie             | Coördinaten                   | Nr.        | Afbeelding           |
| ----------------------- | -------- | --------- | ------------------- | ----------------------------- | ---------- | -------------------- |
| Voormalig districtshuis | 1882     |           | Graaf Reinaldweg 22 | 51° 49' 25" NB, 5° 14' 53" OL | 1960/WNN65 | Meer afbeeldingen    |
| Boerderij (woonhuis)    | 1875     |           | Langstraat 1        | 51° 49' 17" NB, 5° 14' 19" OL | 1960/WNN66 | Meer afbeeldingen    |
| Boerderij (woonhuis)    | 1890     |           | Lanqstraat 2-4      | 51° 49' 18" NB, 5° 14' 20" OL | 1960/WNN67 | Meer afbeeldingen    |
| Boerderij/mandemakerij  | 1868     |           | Langstraat 3        | 51° 49' 17" NB, 5° 14' 19" OL | 1960/WNN68 | Meer afbeeldingen    |
| Boerderij (woonhuis)    | 1865     |           | St. Antoniestraat 4 | 51° 49' 24" NB, 5° 14' 24" OL | 1960/WNN69 | Boerderij (woonhuis) |

## Varik
De plaats Varik kent 14 gemeentelijke monumenten:
| Object                         | Bouwjaar | Architect | Locatie             | Coördinaten                   | Nr.        | Afbeelding                 |
| ------------------------------ | -------- | --------- | ------------------- | ----------------------------- | ---------- | -------------------------- |
| Boerderij (woonhuis)           | 1890     |           | Achterstraat 28     | 51° 49' 50" NB, 5° 22' 25" OL | 1960/WNN70 | Upload foto                |
| Boerderij (woonhuis)           | 1900     |           | Achterstraat 44     | 51° 49' 53" NB, 5° 22' 38" OL | 1960/WNN71 | Upload foto                |
| Boerderij (woonhuis)           | 1905     |           | Keizerstraat 3      | 51° 49' 33" NB, 5° 22' 13" OL | 1960/WNN72 | Boerderij (woonhuis)       |
| Boerderij (woonhuis)           | 1890     |           | Keizerstraat 29     | 51° 49' 25" NB, 5° 22' 6" OL  | 1960/WNN73 | Boerderij (woonhuis)       |
| Zonnewijzer                    | 1962     |           | Keizerstraat bij 29 | 51° 49' 24" NB, 5° 22' 5" OL  | 1960/WNN74 | Zonnewijzer                |
| Brandspuithuisje               | 1885     |           | Kerkstraat bij 1    | 51° 49' 35" NB, 5° 22' 37" OL | 1960/WNN75 | Brandspuithuisje           |
| Villa                          | 1913     |           | Kerkstraat 12       | 51° 49' 36" NB, 5° 22' 28" OL | 1960/WNN76 | Upload foto                |
| Hervormde Kerk                 | 1879     |           | Kerkstraat 16       | 51° 49' 35" NB, 5° 22' 24" OL | 1960/WNN77 | Meer afbeeldingen          |
| Voorm. burgemeesterswoning     | 1930     |           | Molenstraat 3       | 51° 49' 26" NB, 5° 22' 26" OL | 1960/WNN78 | Voorm. burgemeesterswoning |
| Voormalig gemeentehuis         | 1880     |           | Molenstraat 6-6a    | 51° 48' 39" NB, 5° 19' 34" OL | 1960/WNN79 | Voormalig gemeentehuis     |
| Grenspaal Ophemert / Valk      | 1865     |           | Waalbandijk bij 1   | 51° 50' 11" NB, 5° 22' 43" OL | 1960/WNN90 | Upload foto                |
| Voormalig veerhuis             | 1935     |           | Waalbandijk 8       | 51° 49' 36" NB, 5° 22' 39" OL | 1960/WNN80 | Meer afbeeldingen          |
| Woonhuis/Voorm. café           | 1890     |           | Waalbandijk 24      | 51° 49' 25" NB, 5° 22' 27" OL | 1960/WNN81 | Woonhuis/Voorm. café       |
| Woonhuis/voorm. café           | 1895     |           | Waalbandijk 26      | 51° 49' 24" NB, 5° 22' 26" OL | 1960/WNN82 | Woonhuis/voorm. café       |
| Poort en baarhuisje begraafpl. | 1930     |           | Weiweg              | 51° 49' 41" NB, 5° 21' 27" OL | 1960/WNN83 | Upload foto                |

## Vuren
De plaats Vuren kent 3 gemeentelijke monumenten:
| Object                 | Bouwjaar | Architect | Locatie        | Coördinaten                  | Nr.        | Afbeelding             |
| ---------------------- | -------- | --------- | -------------- | ---------------------------- | ---------- | ---------------------- |
| Woning en school       | XIXB     |           | Waaldijk 89-90 | 51° 49' 24" NB, 5° 3' 25" OL | 1960/WNL43 | Woning en school       |
| Voormalig gemeentehuis |          |           | Waaldijk 91    | 51° 49' 25" NB, 5° 3' 28" OL | 1960/WNL44 | Voormalig gemeentehuis |
| Boerderij              | XIX      |           | Waaldijk 120   | 51° 49' 38" NB, 5° 3' 55" OL | 1960/WNL45 | Boerderij              |

## Waardenburg
De plaats Waardenburg kent 7 gemeentelijke monumenten:
| Object               | Bouwjaar | Architect | Locatie           | Coördinaten                   | Nr.        | Afbeelding           |
| -------------------- | -------- | --------- | ----------------- | ----------------------------- | ---------- | -------------------- |
| Villa                | 1932     |           | Dorpsstraat 21    | 51° 49' 45" NB, 5° 15' 26" OL | 1960/WNN84 | Villa                |
| Boerderij (woonhuis) | 1904     |           | Gasthuisstraat 3  | 51° 49' 54" NB, 5° 15' 39" OL | 1960/WNN85 | Boerderij (woonhuis) |
| Boerderij (woonhuis) | 1885     |           | Gasthuisstraat 12 | 51° 49' 53" NB, 5° 15' 43" OL | 1960/WNN86 | Meer afbeeldingen    |
| Boerderij (woonhuis) | 1880     |           | Gasthuisstraat 17 | 51° 49' 50" NB, 5° 15' 45" OL | 1960/WNN87 | Boerderij (woonhuis) |
| Speelhuisje          | 1895     |           | Steenweg nabij 65 | 51° 49' 60" NB, 5° 15' 47" OL | 1960/WNN88 | Upload foto          |
| Boerderij (woonhuis) | 1891     |           | Steenweg 68       | 51° 50' 12" NB, 5° 16' 0" OL  | 1960/WNN89 | Meer afbeeldingen    |

## Zennewijnen
De plaats Zennewijnen kent 1 gemeentelijk monument:
| Object               | Bouwjaar | Architect | Locatie        | Coördinaten                   | Nr.        | Afbeelding           |
| -------------------- | -------- | --------- | -------------- | ----------------------------- | ---------- | -------------------- |
| Boerderij (woonhuis) | 1844     |           | Waalbandijk 83 | 51° 51' 14" NB, 5° 24' 31" OL | 1960/WNN91 | Boerderij (woonhuis) |

Aalten · 
Apeldoorn · 
Arnhem · 
Barneveld · 
Berkelland · 
Beuningen · 
Bronckhorst · 
Brummen · 
Buren · 
Culemborg · 
Doesburg · 
Doetinchem · 
Druten · 
Duiven · 
Ede · 
Elburg · 
Epe · 
Ermelo · 
Groesbeek · 
Harderwijk · 
Hattem · 
Heerde · 
Heumen · 
Lingewaard · 
Lochem · 
Maasdriel · 
Montferland · 
Neder-Betuwe · 
Nijkerk · 
Nijmegen · 
Nunspeet · 
Oldebroek · 
Oost Gelre · 
Oude IJsselstreek · 
Overbetuwe · 
Putten · 
Renkum · 
Rheden · 
Rozendaal · 
Scherpenzeel · 
Tiel · 
Ubbergen · 
Voorst · 
Wageningen · 
West Betuwe · 
West Maas en Waal · 
Westervoort · 
Wijchen · 
Winterswijk · 
Zaltbommel · 
Zevenaar · 
Zutphen